# Diptychus maculatus
Diptychus maculatus és una espècie de peix cipriniforme de la família dels ciprínids.

## Morfologia
Els mascles poden assolir els 70 cm de longitud total.

## Distribució geogràfica
Es troba al Pakistan, l'Índia, Tibet, el Nepal i al territori de l'antiga URSS.